# 海賊党 (アイスランド)
海賊党（かいぞくとう、アイスランド語: Píratar）は、アイスランドの政党。

## 概要
市民運動選出のアルシング（国会）議員だったビルギッタ・ヨンスドッティルや、インターネット活動家のスマウリ・マッカーシーなどが集まって、2012年11月24日に設立された。
ヨンスドッティルは、ウィキリークスに機密情報を漏らしたとされるチェルシー・エリザベス・マニングの釈放を求めて活動してきた。「党員はみな平等」との見解から党首職は設置されていないため、あくまで創設者としての立場で海賊党を率いている。
しかしこれに対して、多くのメディアは、「実質的なリーダー」としてビルギッタ・ヨンスドッティルを毎回、採り上げている。
2016年初頭、支持率は4割を超えて国政で第一党となる可能性が指摘されたが、内紛報道などもあり、その後、独立党に第一党の座を奪われた。

## 政策
コア・ポリシーの第一条にはエビデンス・ベースで決定することを掲げており、「政策の是非に関係なく(偏見なく)集められたデータと知識をもとに政策を決定する」という。右派と左派に分断された政治体制の終焉、政治の透明化、知的所有権法の改正、NSA内部告発者エドワード・スノーデンの亡命受け入れ、ベーシックインカム導入のほか、テクノロジーオリエンテッドの政党らしくクラウドソーシングによる憲法改正、ビットコインなどの仮想通貨を法定通貨にすることも主張している。
一部の海賊党員によると、コア・イシューは著作権問題でも直接民主制の実現でもなく「権力を持つ者とそうでない者の力の差を是正すること」だという。アルシング議員に当選したエスタ・ヘルガドッターも「権力を握るための政党ではない。私たちは権力を人々に与えるために活動している」と語っている。

## 党勢
設立の翌年4月27日に行われた総選挙では、首都レイキャビックの3選挙区でヨンスドッティルら3人が当選。
2016年1月の世論調査では支持率42％を獲得し第一党となるも、既成政党がパナマ文書の打撃から徐々に立ち直り、次々と公認候補を決定して追い上げを図ると、圧倒的に高かった海賊党の支持率は半減。2016年7月以降は政権党である独立党と支持率20％前後でトップ争いを繰り広げた。
2016年10月29日に行われた総選挙の結果、全63議席中10議席を獲得。得票率は14.5％で左派緑の党の15％に次ぐ第三位だったが、国会議員数は左派緑の党と同数で第二党となった。
アイスランドでは10月の総選挙結果を受けて、第一党となった独立党が組閣指示を受け中道右派政権樹立に向けて交渉を開始したが合意に至らなかった。そのため第二党となった左派緑の党の党首カトリンヤコブスドッティルが中道左派政権樹立に向けて組閣交渉中だが、そこではヘルギフラッフンギュンナッルソンが入閣を受諾したという。入閣が実現すれば史上初の海賊党からの大臣就任である。しかし24日の報道に寄れば左派五党連合による組閣交渉は難航している。
結局、グズニ大統領は左派緑の党のカトリン党首への組閣要請を撤回し、議員が自由に交渉して内閣を形成するように指示した。
アイスランド海賊党は連立政権入りには否定的だとの報道もある。
日本における国際海賊党連盟加盟の海賊党（本部東京都港区）が発行している機関誌や2016年12月11日の昼過ぎに公表されたVisir紙の記事などによれば、その前の週の金曜日から政権交渉の議長役となったビルギッタ・ヨンスドッティルが海賊党代表として組閣交渉を積極的に率いてきたため、会議の模様は明るく前向きのものになり、残る障害は、左派緑の党が主張する漁業者の既得権益をどこまで認めるかに絞られた。この問題が解決できれば、史上初の海賊党入閣となる。
しかし海賊党主導の政権樹立は13日破綻したと発表された。
2017年の総選挙では議席を6に減らし第6党となった。2021年の総選挙では6議席を維持し、社会民主同盟、人民党と並んで第4党となった。